# Чон Да Ун
Чон Да Ун (кор. 정다운, р.23 апреля 1989) — южнокорейская дзюдоистка.
Родилась в 1989 году в Сеуле. В 2011 году завоевала серебряную медаль чемпионата Азии. В 2012 году стала бронзовой призёркой чемпионата Азии, а на Олимпийских играх в Лондоне заняла 5-е место. В 2013 году стала обладательницей бронзовой медали Восточноазиатских игр. В 2014 году выиграла Азиатские игры.